# In Tokyo (João Gilberto)
In Tokyo è un album dal vivo del cantautore brasiliano João Gilberto, pubblicato nel 2004.

## Tracce
1. Acontece que Eu Sou Baiano (Caymmi) – 2:56
2. Meditação (Gimbel, Jobim, Mendonça) – 5:33
3. Doralice (Almeida, Caymmi) – 3:16
4. Corcovado (Jobim, Lees) – 4:32
5. Este Seu Olhar (Jobim) – 4:34
6. Isto Aqui o que É ? (Barroso) – 4:29
7. Wave (Jobim) – 4:36
8. Pra que Discutir com Madame ? (Barbosa, Almeida) – 6:01
9. Ligia (Jobim) – 5:37
10. Louco (Almeida, Batista) – 4:38
11. Bolinha de Papel (Pereira) – 4:08
12. Rosa Morena (Caymmi) – 5:35
13. Adeus América (Barbosa, Geraldo) – 5:12
14. Preconceito (Batista, Pinto) – 3:55
15. Aos Pés da Cruz (Da Zilda, Pinto) – 3:56